# Melanagromyza azawii
Melanagromyza azawii är en tvåvingeart som beskrevs av Spencer 1973. Melanagromyza azawii ingår i släktet Melanagromyza och familjen minerarflugor.
Artens utbredningsområde är Irak. Inga underarter finns listade i Catalogue of Life.